# Maria Stader

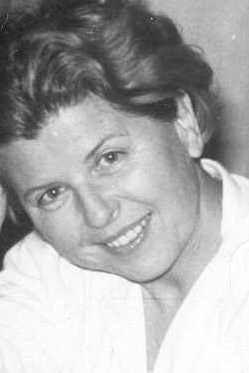
Maria Stader, Anfang 1965

Maria Stader, geborene Molnár (* 5. November 1911 in Budapest, Österreich-Ungarn; † 27. April 1999 in Zürich), war eine Schweizer Opernsängerin (lyrischer Sopran).

## Leben
Maria Molnár litt mit ihren Eltern und vier Geschwistern unter der Not des Ersten Weltkriegs und kam 1919 im Rahmen der Kinderhilfe für Ungarn mit der Heilsarmee in die Schweiz zu Pflegeeltern. Durch deren Vermittlung nahm sie später die Familie Stader in Romanshorn auf, die sie 1928 adoptierte.

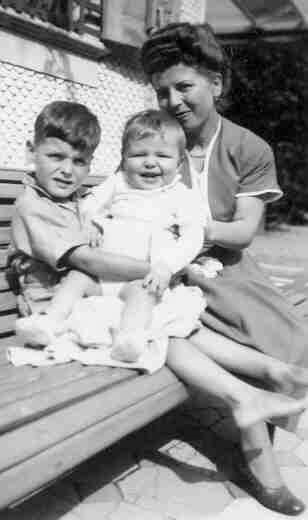
Maria Stader und Sohn Martin (links) mit Patenkind, Juli 1950 auf Rigi Klösterli vor Hotel Sonne

1939 verheiratete sich Maria Stader mit Hans Erismann, dem Musikdirektor von Weinfelden und späteren Chordirektor des Zürcher Stadttheaters. Über den Mann ihrer Gesangslehrerin, Mathilde Bärlocher, lernte sie das Ehepaar Schulthess-Geyer kennen. Stefi Geyer nahm sich in der Folge sehr ihrer an. Ihre Gesangslehrerin, Ilona Durigo, führte sie beim Ehepaar Hermann und Lily Reiff (einer Liszt-Schülerin) ein. Bei Reiffs verkehrten Buschs, Walters und die Familie von Thomas Mann, die ganze Korona aus Stadttheater und Schauspielhaus. Durch die Vermittlung von Fritz Busch kam Maria Stader ein paar Jahre später nach Tremezzo in die Schnabel-Schule. Maria Stader war gut befreundet mit dem Schweizer Politiker Walther Bringolf sowie mit zahlreichen Musikern und anderen Künstlern, insbesondere mit Ferenc Fricsay (welchen sie über Rolf Liebermann kennengelernt hatte), ebenfalls mit Clara Haskil und mit dem Filmregisseur Emil-Edwin Reinert. Mit Albert Schweitzer stand sie in Briefkontakt.
In Zürich, im Quartier Hirslanden, hatte Maria Stader ihren Wohnsitz, in dem sie sich mit ihrem Ehemann und mit ihren Kindern Martin und Roland in den fünfziger und sechziger Jahren aufhielt. Über dem Vierwaldstättersee liess sie sich damals auf Rigi Kaltbad ein Haus bauen, das Chalet «Pamina». Im Geiste der Musik und der Höhenluft trafen sich dort viele ihrer Freunde, Sänger, Dirigenten und Intellektuelle. In den siebziger Jahren war sie in Pfäffikon zu Hause. Bis zu ihrem Lebensende wohnte sie in der Altstadt von Zürich, an der Schipfe im Quartier Lindenhof.

### Ausbildung
Ihren ersten Gesangsunterricht hatte Maria Stader bei Mathilde Baerbacher-Keller aus St. Gallen und ab 1930 bei deren Vater, Hans Keller, in Konstanz. Ab 1935 bildete sie sich bei Ilona Durigo in Zürich aus, danach nahm sie in Tremezzo Unterricht bei Therese Schnabel-Behr, der Frau Artur Schnabels, und ab 1938 bei Giannina Arangi-Lombardi in Mailand, durch die sie in eine lange Ahnenreihe des Belcanto, dem Stammbaum des Belcanto seit 1659, eingereiht wurde. In diesem Stammbaum des Belcanto, welcher beim Kastraten Pistocchi 1659 beginnt und nahtlos alle Meister-Schüler-Verhältnisse bis hin zu Stader auflistet, sind auch berühmte Namen wie Wolfgang Amadeus Mozart zu finden. Es war dank der durch Arangi-Lombardi übermittelten Gesangstechnik deshalb kein Wunder, dass gerade Maria Stader der Musik Mozarts auf perfekte Weise gerecht wurde.

### Bedeutung und Karriere
Sie erlangte vor allen Dingen Berühmtheit als Mozart-Interpretin und für ihre fruchtbare Zusammenarbeit mit dem ungarischen Dirigenten Ferenc Fricsay bei Aufführungen von Don Giovanni, Le nozze di Figaro, Die Entführung aus dem Serail, der Grossen Messe, aber auch des Verdi-Requiems. Auch war sie eine hervorragende Bach-Interpretin, und zwar vornehmlich mit Karl Richter und Ferenc Fricsay. Ferner nahm sie mit Karel Ančerl das Requiem von Antonín Dvořák auf sowie mit Hans Knappertsbusch Fidelio (als Marzelline).
1940 debütierte sie am Stadttheater Zürich als Olympia in Hoffmanns Erzählungen und wurde bald für ihre edle, wenn auch wenig kraftvolle Stimme hoch gelobt. Auf der Opernbühne erschien die Künstlerin aber nur ausnahmsweise und nur in einigen wenigen Rollen, da ihre kleine, zierliche Figur – sie war nur 1,44 m gross – sie in ihrem Bühnenrepertoire einschränkte. Ihre grosse Glanzrolle war die Königin der Nacht in der Zauberflöte, die sie an der Wiener Staatsoper, 1949/50 an der Covent Garden Oper London und auch am Stadttheater Zürich sang. 1956 sang sie in 22 (konzertanten) Vorstellungen in Israel die Titelrolle in Lucia di Lammermoor unter Ferenc Fricsay.
Sie konnte sich daher den für manche Sänger verzehrenden Kraftaufwand sparen und bis in die 1960er Jahre hinein eine frisch und zart klingende Stimme bewahren. 1969 nahm sie Abschied von den Konzertpodien; in Zürich wurde sie dabei von ihrem Landsmann Géza Anda begleitet. Zum allerletzten Mal war sie am 7. Dezember 1969 im Mozart-Requiem in der Philharmonic Hall in New York zu hören. Ihre Konzertreisen hatten sie um die ganze Welt geführt; ausser in Europa und in Amerika trat sie auch in Japan, Südafrika und Südamerika auf. Maria Stader war Gast verschiedener Festivals, so bei den Salzburger Festspielen (1947–1962), dem Lucerne Festival, dem Aspen-Festival; von Pablo Casals wurde sie beim Prades-Festival eingeladen. Sie sang unter der Leitung vieler bekannter Dirigenten wie Eugen Jochum, Josef Krips, Eugene Ormandy, George Szell, Carl Schuricht, Rafael Kubelík, Bruno Walter, Hermann Scherchen, Otto Klemperer, Ernest Ansermet, Johannes Fuchs und Dean Dixon. Stader hatte vor allem Rita Streich, Kim Borg, Ernst Haefliger, Josef Greindl, Kieth Engen und Dietrich Fischer-Dieskau als Gesangspartner. Gewissermassen war sie der hohe Gegenpart von Hertha Töpper. Maria Stader hatte bis 1951 am Zürcher Konservatorium unterrichtet und leitete später Meisterklassen an der Oper.

## Zitat
«Der Gesang muß die natürliche Sprache des Sängers sein. Der Zuhörer muß das Empfinden haben, als sei das menschliche Wesen, das da vor ihm singt, gar nicht in der Lage, sich anders auszudrücken als mit Gesang, als singend. Mein Ideal einer Opernaufführung ist es, den Eindruck zu haben, als befände ich mich im Sprechtheater.

Stets muß der Ton, von oben her kommend, auf die vordere Schädeldecke konzentriert und schlank wie durch ein in die obere Gesichtshälfte eingelassenes Nadelöhr ins Freie projiziert werden»

## Auszeichnungen
- 1939: Erster Preis beim Concours de Genève
- 1950: Lilli Lehmann-Medaille von der Stadt Salzburg
- 1956: Silberne Mozart-Medaille der Internationalen Stiftung Mozarteum in Salzburg
- 1962: Hans-Georg-Nägeli-Medaille, verliehen durch den Stadtrat von Zürich

## Veröffentlichungen
- Ferenc Fricsay. In: Martin Müller, Wolfgang Mertz (Hrsg.): Diener der Musik. Unvergessene Solisten und Dirigenten unserer Zeit im Spiegel der Freunde. Wunderlich, Tübingen 1965.
- Zusammenarbeit mit Fricsay. In: Friedrich Herzfeld (Hrsg.): Ferenc Fricsay. Ein Gedenkbuch. Rembrandt, Berlin 1964.
- Über Wilhelm Furtwängler. In: Furtwängler Recalled. Atlantis, Zürich 1965.
- Johann Sebastian Bach, Arie «Aus Liebe will mein Heiland sterben», Matthäus-Passion. Fotos von Roland Erismann. Mit einer Notenbeilage und zwei Schallplatten sowie einer Diskographie. Panton, Zürich 1967 (Reihe Wie Meister üben. 3).
- Nehmt meinen Dank. Erinnerungen. Nacherzählt von Robert D. Abraham. Mit Repertoire, Schallplattenverzeichnis und Namenregister. Kindler, München 1979, ISBN 3-463-00744-4.